# Чеснота егоїзму
Чеснота егоїзму (англ. The Virtue of Selfishness) — це збірка есеїв, яка представляє філософію Айн Ренд засновану на раціональному егоїзмі. У 2024 році видавництво «Наш Формат» здійснило переклад книги Айн Ренд «Чеснота егоїзму». Видання ставить на меті популяризацію ідей об'єктивізму та аналіз основних етичних принципів у контексті індивідуальної моралі та суспільного ладу.
Збірка есеїв, уперше опублікована в 1964 році, стала однією з основних праць Ренд, де обґрунтовується концепція раціонального егоїзму — етичної системи, яка ставить індивідуальні потреби та самовизначення людини вище колективних зобов'язань.

## Про авторку
Айн Ренд (1905—1982) — американська філософиня та письменниця російського походження, яка стала відомою завдяки своїй оригінальній філософії об'єктивізму.
Народилася в Санкт-Петербурзі під ім'ям Аліса Зіновіївна Розенбаум, вона пережила події революції 1917 року, які сформували її неприйняття колективістичних ідеологій.
Емігрувавши до США у 1926 році, Ренд поступово розвивала свою філософську позицію, що відстоювала пріоритет раціонального егоїзму та індивідуальних свобод над колективними обов'язками. Її найвідоміші романи, «Атлант розправив плечі» та «Джерело», отримали широкий резонанс завдяки поєднанню захопливих сюжетів із глибокими філософськими концепціями, які критично ставилися до соціалізму і колективізму, водночас проголошуючи важливість індивідуальної свободи та об'єктивної реальност іжиття Ренд здобула як палких шанувальників, так і суворих критиків, але її ідеї продовжують впливати на різні галузі — від політики до економіки та етики.
Вона заснувала об'єктивізм як філософію, яка базується на раціональності, індивідуалізмі, свободі від зовнішніх впливів, а також на унікальній концепції морального егоїзму. Сьогодні її роботи досі обговорюються в академічних колах, а її есеї та романи стали джерелом натхнення для цілого покоління мислителів, які досліджують взаємозв'язок між особистою мораллю та соціальною відповідальністю.

## Історія написання
Чеснота егоїзму Айн Ренд побачила світ у 1964 році, ставши маніфестом філософії об'єктивізму, яка відстоює принципи індивідуальної свободи, раціональності та особистого інтересу.Під час написання цієї книги Ренд прагнула представити моральний кодекс, що базується на особистій відповідальності й свободі дій, у противагу альтруїстичним ідеям, які вона вважала несумісними з людською природою та гідністю. Книга стала збіркою есеїв, де авторка разом з Натаніелем Бранденом, її тодішнім партнером і співавтором, виклала аргументи на користь так званого «раціонального егоїзму». Ці тексти мали значний вплив на інтелектуальну спільноту США та спричинили численні дискусії серед філософів та соціальних мислителів.

## Вплив на суспільство
Хоча Чеснота егоїзму Айн Ренд не отримала офіційних літературних нагород, її вплив на суспільну думку та моральні уявлення є значним. Публікація збірки стала важливим поштовхом для розвитку філософії об'єктивізму, яка згодом поширилася завдяки діяльності Інституту Айн Ренд, заснованого у 1985 році для популяризації її ідей.
Філософія об'єктивізму, представлена в книзі, обстоює право на самореалізацію, незалежність мислення й пріоритетність індивідуальних цінностей, що викликає значний інтерес серед науковців у сферах етики, політичної філософії та економікораціонального егоїзму та протистояння альтруїстичним поглядам вплинули на багатьох видатних діячів і продовжують викликати дискусії, особливо серед фахівців, які досліджують вплив економічної свободи на суспільний добробут.
Погляди Айн Ренд на моральний аспект людських цінностей сприяли перегляду понять етичної відповідальності, зокрема серед прибічників вільного ринку, таких як економісти Мілтон Фрідман та Алан Ґрінспен.